# 郷目貞繁
郷目 貞繁（ごうのめ さだしげ）は、戦国時代から安土桃山時代にかけての武士・画家。寒河江氏の家臣。右京進または石見守・石州を称する。

## 概要

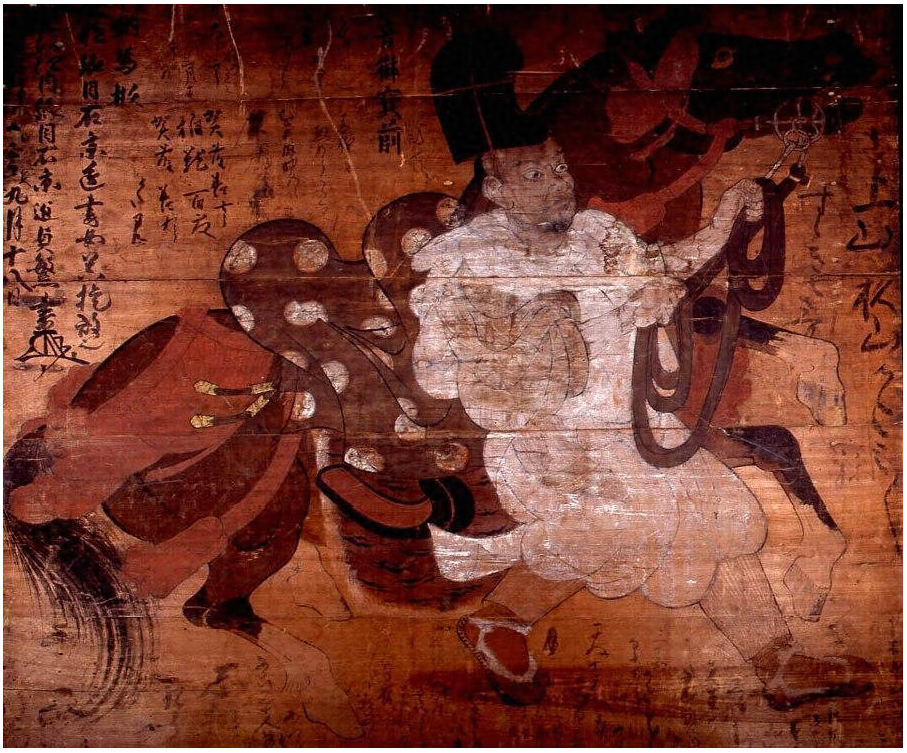
板絵著色神馬図（1563年頃）。若松寺（山形県天童市）所蔵。重文

寒河江氏の家臣で、物頭を務めたという。永正17年（1520年）6月に伊達稙宗が最上氏領の出羽国高擶城を攻めた際、捕虜の中に寒河江氏の家臣が7名おり、その内の一人として「郷目右京進」の名が見出だせるのが文献上の初出である。捕虜として米沢、桑折で5年を過ごした後釈放され、大永4年（1524年）寒河江に戻る。
その後の消息は不明だが、絵の修業のため京に上った。数年を経て寒河江に戻り寒河江氏の家臣の傍ら、画業に励む。
永禄8年（1565年）、京との繋がりからか、零落した政所代・蜷川親世が落ち延びて柴橋に逼塞し、永禄12年（1569年）に死去した。
貞繁は天正5年（1577年）、死去した。子は河内と称した。

## 画風
一般に武人画家は、水墨画の作品が多く画域も狭いのが一般的であるが、貞繁は人物・山水・花鳥・仏画など画題が豊富、写実的で着色画も描いている。作品からは、夏珪風の宋元画法や雪舟流など幅広い古典画学習の成果が窺われ、単なる地方画家ではなく、京に上って本格的に画技を身に付けた形跡が窺える。遺作は故郷の山形県を中心に、20数点残っている。

## 代表作
| 作品名       | 技法         | 形状・員数 | 所有者             | 年代                     | 落款                                                      | 備考 |
| ------------ | ------------ | ---------- | ------------------ | ------------------------ | --------------------------------------------------------- | --- |
| 瀟湘八景画巻 | 紙本墨画淡彩 | 1巻        | 個人蔵             | 享禄2年（1529年）        | 江目右京貞繁（花押）                                      | 山形県指定文化財（絵画）                                                                                  |
| 釈迦出山之図 | 絹本著色     | 3幅対      | 個人蔵             | 天文6年（1537年）        | 3幅各々に款記「大江末葉郷目貞繁」、印章「江目」壺形朱文印 | 山形県指定文化財（絵画）                                                                                  |
| 神馬図絵馬   | 板絵貼著色   | 2面        | 慈恩寺（寒河江市） | 永禄元年（1558年）4月5日 | □目右京進貞繁                                             | 寒河江市指定文化財                                                                                        |
| 神馬図絵馬   | 板絵著色     | 1面        | 若松寺（天童市）   | 永禄6年（1563年）9月13日 | 寒河江内郷目右京進貞繁(花押)                              | 重要文化財。絵馬左上の墨書から、貞繁自身が妻女の菩提を弔うため奉納した事が判明する。                      |
| 羅漢図       | 紙本著色     | 2幅        | 法体寺（天童市）   |                          | 印章「江目」壺形朱文印                                    | 寒河江市の長泉寺にも同様の羅漢図が1幅あり（市文）、元は「十六羅漢図」16幅で一具を成していたと考えられる。 |

## 逸話
- 中山町達磨寺の地名の由来は、お達磨の桜[5]の下から貞繁の描いた渡海達磨図が発見されたことによるという[6]。